# Sung Shi-yeon
Sung Shi-yeon (* 1975 in Busan, Südkorea) ist eine koreanische Dirigentin.

## Leben
Im Alter von vier Jahren erhielt sie ihren ersten Klavierunterricht. Mit acht Jahren gewann sie bereits den städtischen Klavierwettbewerb in Busan und zwei Jahre später den nationalen Jugendwettbewerb SAMIC. Ihren ersten öffentlichen Solo-Abend gab sie im Alter von 13 Jahren.
Nach dem erfolgreichen Abschluss der Seoul Arts Highschool begann sie ein Studium zunächst bei Eckart Heiligers in Zürich und dann bei László Simon und Erich Andreas an der Universität der Künste Berlin.
2001–2006 studierte sie in der Meisterklasse von Rolf Reuter an der Hochschule für Musik „Hanns Eisler“ Berlin Kapellmeister und Orchesterdirigieren. Im Jahre 2002 gab sie mit der Oper Die Zauberflöte von Mozart ihr Dirigierdebüt in Berlin. Seither Dirigate am Theater Görlitz, Rostock, Neukölln, Koblenz und Potsdam. Sie arbeitete mit namhaften Orchestern, wie den Nürnberger Symphonikern, den Bergischen Symphonikern, dem Landesorchester Nordrhein-Westfalen und den Brandenburger Symphonikern, zusammen.
Von Februar 2003 bis 2006 war Sung Shi-yeon Chefdirigentin der Cappella Academica, dem Sinfonieorchester an der Humboldt-Universität Berlin. Im Januar 2004 wurde Sung Shi-yeon in das Dirigentenforum des Deutschen Musikrates aufgenommen. Im gleichen Jahr gewann sie den Solinger Dirigentenwettbewerb für Frauen.
Im September 2006 belegte sie als erste Frau den 1. Platz im „Internationalen Dirigentenwettbewerb Sir Georg Solti“, eine der bedeutendsten Auszeichnungen für junge Dirigenten. Sung Shi-yeon erhielt außerdem den „Ingrid zu Solms-Kulturpreis“ 2006 der gleichnamigen Stiftung. Diese gemeinnützigen und wissenschaftlichen Zwecken dienende Stiftung zeichnet unter anderem jährlich kulturelle Leistungen von Frauen aus. Im April 2007 gewann sie den 2. Preis (bei Nichtvergabe des ersten Preises) im Internationalen Gustav Mahler Wettbewerb in Bamberg. Im Oktober 2007 wurde sie von James Levine zum „Assistant Conductor“ des Boston Symphony Orchestra berufen.
2009 erhielt sie in Heidelberg den mit 2.000 Euro dotierten ZONTA-Musikpreis der Union deutscher Zonta-Clubs.